# Jean-Robert Ipoustéguy

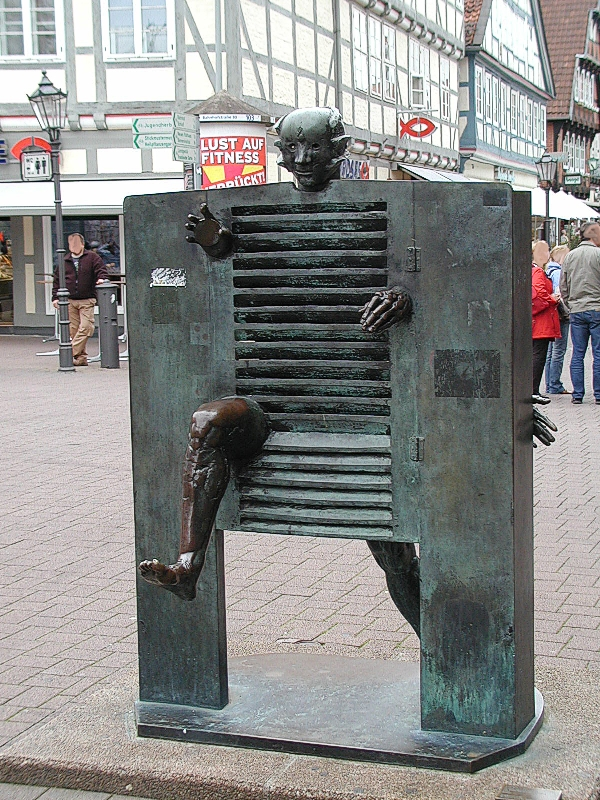
Ein Mann durchstößt die Pforte" i Celle

Jean-Robert Ipoustéguy, född 6 januari 1920 i Dun-sur-Meuse, död 8 februari 2006, var en fransk skulptör.
Jean-Robert Ipoustéguy utbildade sig i målning och teckning i Paris 1938 för Robert Lesbounit.

## Offentliga verk i urval
- L'Homme, brons, 1963, Max-Delbrück-Centrum, Campus Berlin-Buch i Tyskland
- Homme passant la porte, brons, 1966, vid "Stechbahn" i Celle i Tyskland
- Hydrorrhage, Bronze, 1975, Quai Saint Bernard i Paris, Musée de sculptures en plein air
- L'homme construit sa ville oder Alexandre devant Ekbatana, 1979, vid Berlins internationella kongresscentrum
- Place Pradel, 1982, i Lyon
- A la lumière de chacun, 1983, framför franska ambassaden i Washington D.C.
- L'Homme au semelles devant, hyllning till Arthur Rimbaud, brons, 1984, på Boulevard Morland, framför Bibliothèque de l'Arsenal i Paris
- A la santé de la Révolution, 1989, i Bagnolet
- Nicolas Appert, bronsplatta, 1981 (1991?),  i Châlons-en-Champagne
- Lecture, eller Die Lesende, brons, 1985, framför stadsbiblioteket vid Arno-Schmidt-Platz i Celle i Tyskland
- Sonne, Mond, Himmel, 1999, Skulpturenweg Salzgitter-Bad i Tyskland
- Porte du Ciel, 1999, corténstål, framför kyrkan St. Albertus Magnus i Braunschweig i Tyskland
- Mort de l'évêque John Neumann, brons och marmor, Église Notre-Dame i Dun-sur-Meuse, gjord 1976, placerad 2001

## Bildgalleri

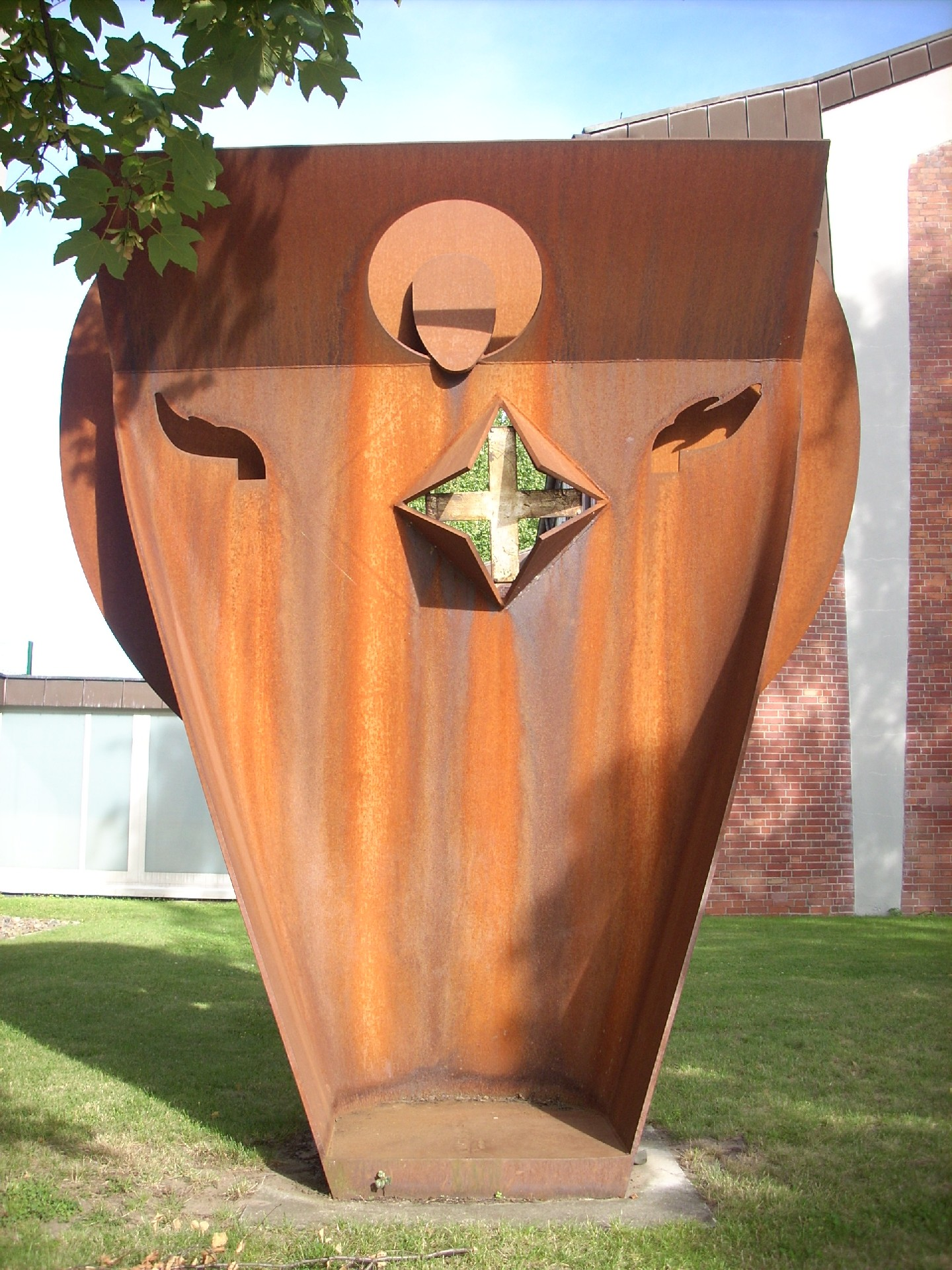
Porte du Ciel i Braunzweig
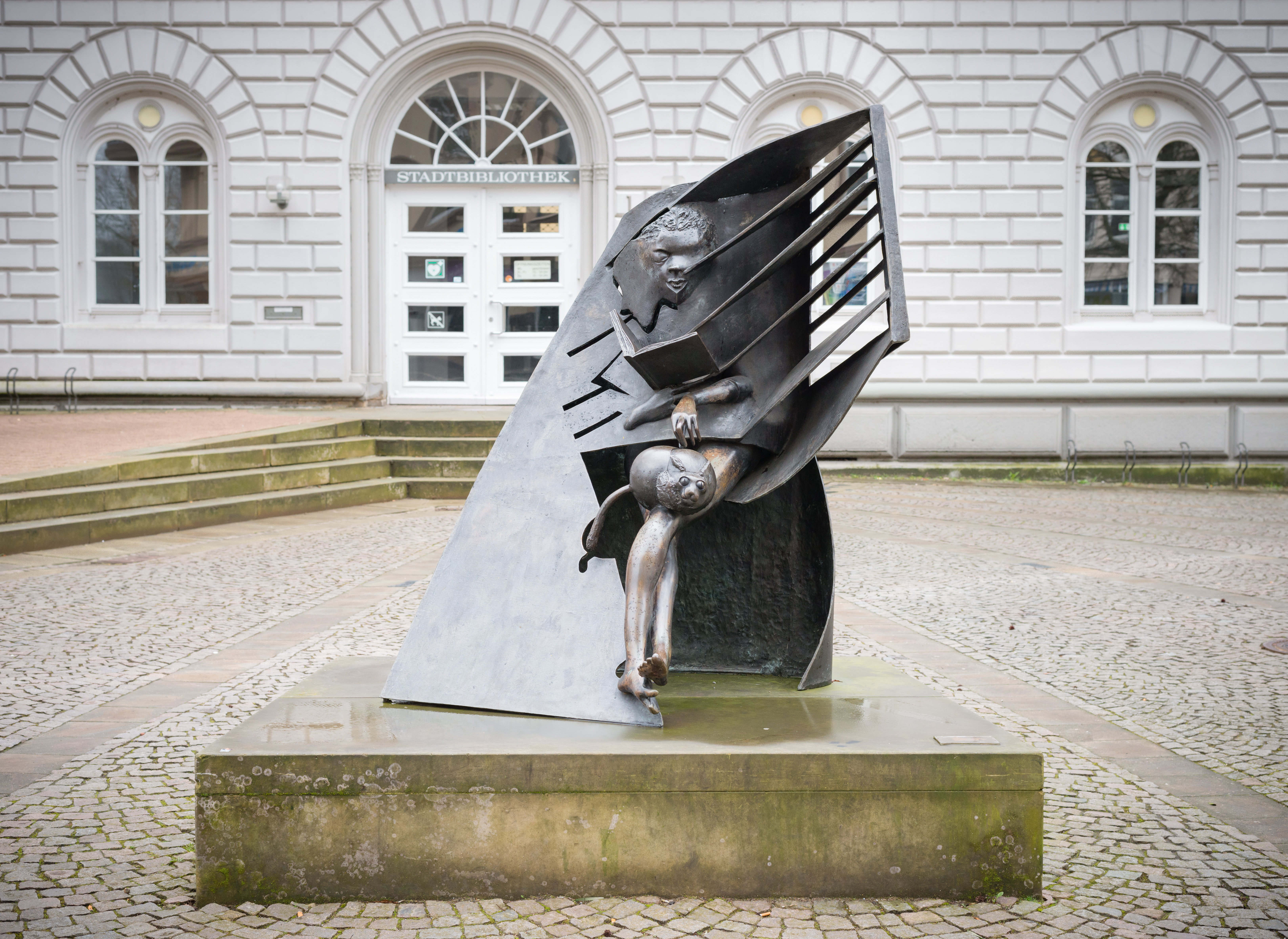
Die Lesende, framför stadsbiblioteket i Celle
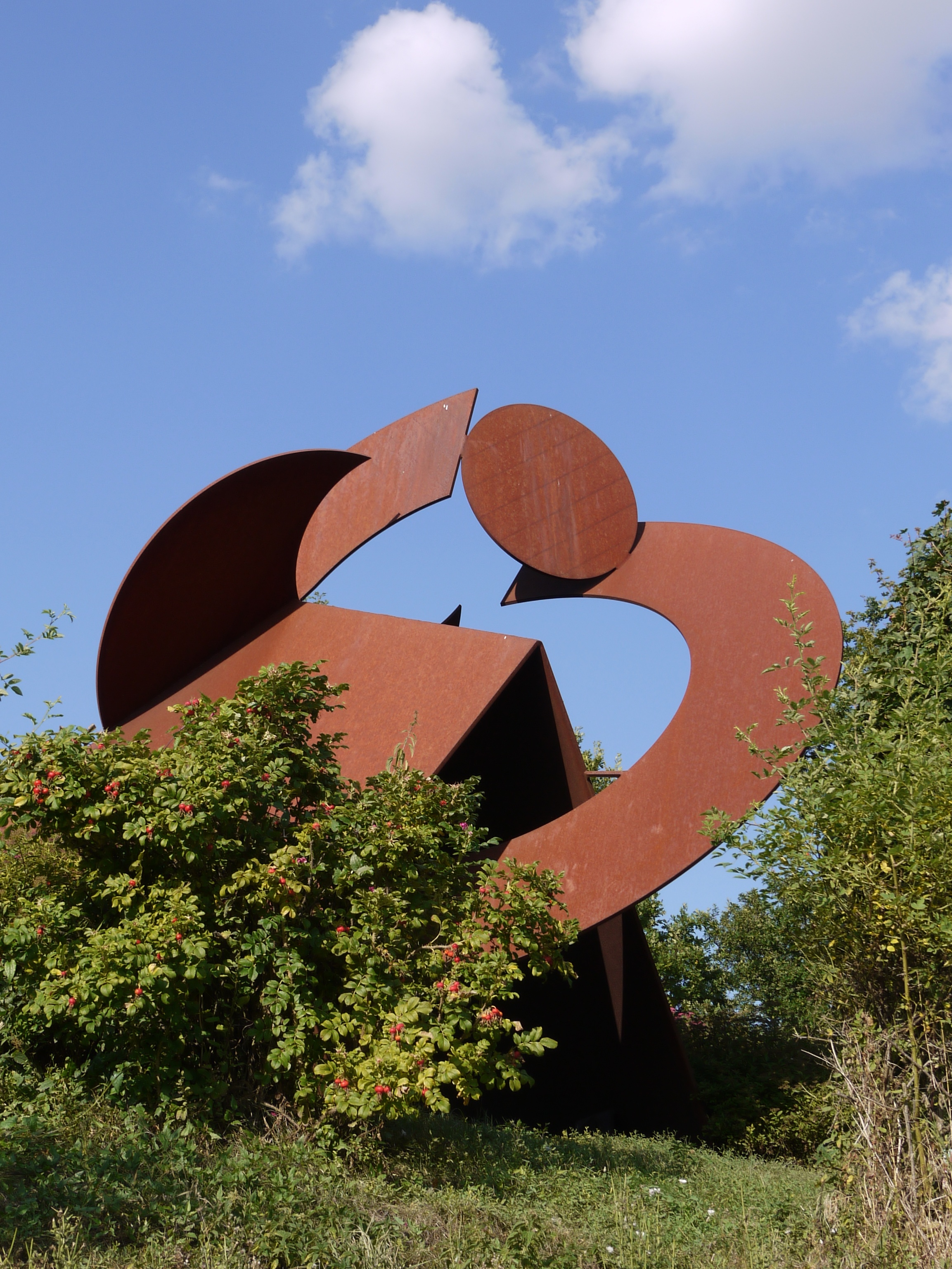
Sonne, Mond, Himmel , skulpturtråket Salzgitter-Bad i Tyskland
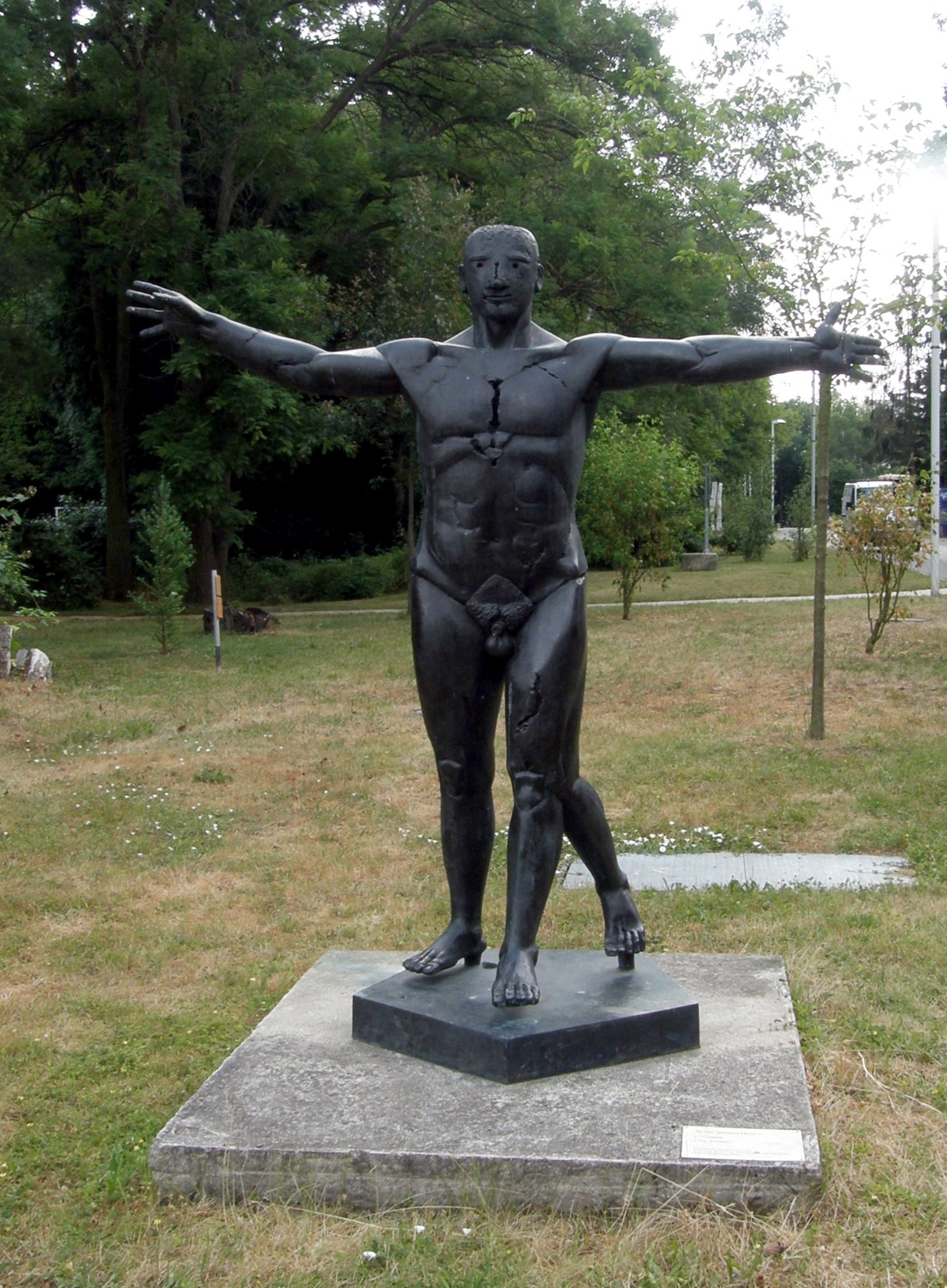
L'Homme, i Berlin